# Olcsó és ügyes
Olcsó és ügyes (węg. Tania i sprytna) – szósty album studyjny zespołu Lord, nagrany w 1993 roku w LMS Stúdió i wydany w grudniu tego roku przez LMS Records na CD i MC. W nagrywaniu albumu nie uczestniczyli Attila Erős, Zoltán Németh i Gyula Harangozó, którzy na początku 1993 roku opuścili zespół.

## Lista utworów
1. "Intro" (1:05)
2. "Tűz legyen bennünk" (3:40)
3. "Dögunalom" (4:39)
4. "Menekülhetsz az éjszakába" (4:46)
5. "Menedék" (5:00)
6. "Úgy szerettem" (4:44)
7. "Kopott tűzfalaknál" (3:41)
8. "Nekem nem kell más" (3:20)
9. "Olcsó és ügyes" (4:16)
10. "Titkom te légy" (4:04)
11. "Rázd meg magad" (4:08)
12. "Ha tudnám" (3:10)
13. "Epilógus" (0:58)

## Skład zespołu
- Mihály Pohl – wokal
- Imre Baán – gitara
- Tamás Keszei – instrumenty klawiszowe
- János Paksi – perkusja
- Ervin Bujtás – gitara basowa